# Antonio Vivaldi (bridger)
Antonio Vittorio Vivaldi (San Remo, 1 januari 1942) is een Italiaanse bridger.
Vivaldi was tussen 1971 en 2003 twintig keer Italiaans kampioen. Hij maakte van 1973 tot 1980 deel uit van het beroemde Blue Team. Op Europese kampioenschappen won hij eenmaal goud (1973), drie keer zilver (1976, 1977 en 2003) en één keer brons (2006). In 1998 werd hij op de Wereldkampioenschappen in Lille kampioen bij de World Mixed Pairs. Vivaldi woont in Turijn.

## Palmares
Italiaanse kampioenschappen
- 1971: Open Teams
- 1972: Open Teams
- 1974: Open Teams
- 1975: Mixed Teams
- 1975: Open Teams
- 1976: Open Teams
- 1977: Open Teams
- 1978: Open Teams
- 1980: Mixed Teams
- 1982: Open Teams
- 1997: Mixed Pairs
- 2000: Open Cup
- 2002: Open Cup
- 2002: Open Pairs
- 2003: Mixed Pairs
- 2003: Over 55 Cup
- 2004: Mixed Pairs
- 2004: Mixed Teams

Internationale kampioenschappen
- 1973: European Open Teams
- 1983: European Open Teams
- 1996: European Mixed Pairs
- 1998: World Mixed Pairs
- 1998: European Mixed Teams